# Губертус Гічольд
Губертус Гічольд (нім. Hubertus Hitschold; 7 липня 1912; Курвін, Східна Пруссія — 10 березня 1966, Шьокінг, Штарнберг) — командир авіаційних з'єднань, генерал-майор (1 січня 1945). Кавалер Лицарського хреста Залізного хреста з дубовим листям.

## Біографія
Навчався у секретній авіашколі райхсверу в Липецьку, СРСР. В 1934 році зарахований в люфтваффе. З 1 жовтня 1937 — командир 1-ї ескадрильї 163-ї (з травня 1939 — 2-ї) ескадри пікіруючих бомбардувальників, з 16 жовтня 1939 — командир 1-ї групи.
Учасник Польської, Французької, Балканської кампаній і боїв на радянсько-німецькому фронті.
З 16 жовтня 1941 — начальник 1-го училища штурмової авіації у Вертгаймі.
З 18 червня 1942 — командир 1-ї штурмової ескадри. Літом і восени 1942 ескадра брала участь у боях в районі Севастополя і на Кавказі.
З 19 червня 1943 — авіаційний командир на Сардинії, з 12 листопада 1943 — генерал штурмової авіації.
8 травня 1945 року взятий у полон британськими військами. В червні 1947 звільнений.

## Нагороди[1]
- Нагрудний знак пілота
- Медаль «За вислугу років у Вермахті» 4-го класу (4 роки)
- Медаль «У пам'ять 1 жовтня 1938» із застібкою із зображенням Празького граду
- Залізний хрест 2-го класу (15 вересня 1939)
- Залізний хрест 1-го класу (11 травня 1940)
- Лицарський хрест Залізного хреста з дубовим листям
  - Хрест (№ 84; 21 липня 1940) — як капітан авіації і командир 1-ї групи 2-ї штурмової ескадри «Іммельман»
  - Дубове листя (№ 57; 31 грудня 1941) — як майор авіації і командир 1-ї групи 2-ї штурмової ескадри «Іммельман»; нагороджений особисто Адольфом Гітлером.
- Нагрудний знак військового пілота (Болгарія)
- Авіаційна планка штурмовика в золоті